# یواس‌اس آر-۱۲ (اس‌اس-۸۹)
یواس‌اس آر-۱۲ (اس‌اس-۸۹) (به انگلیسی: USS R-12 (SS-89)) یک زیردریایی بود که طول آن ۱۸۶ فوت ۲ اینچ (۵۶٫۷۴ متر) بود. این زیردریایی در سال ۱۹۱۹ ساخته شد.